# Avalókitésvara

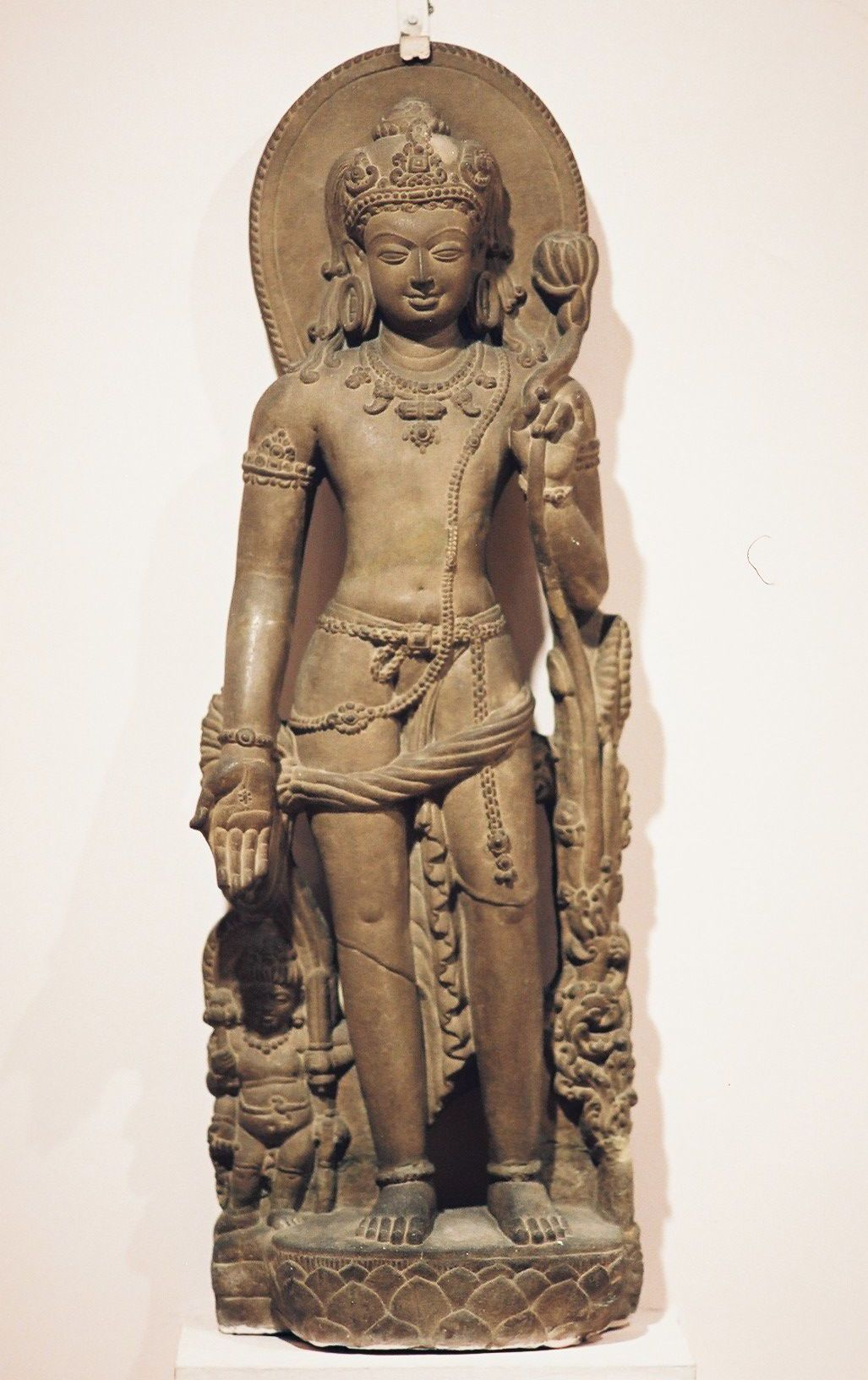
Lótusz virágot tartó Avalokitésvara. Nálanda, Bihár, India, 9. század.

Avalókitésvara (szanszkrit: अवलोकितेश्वर, szó szerint: „Úr, aki lefelé tekint”, kínai: Kuanjin (Guanyin), Tibeti:སྤྱན་རས་གཟིགས irodalmi tibeti:Szpjan-rasz-gzigsz, magyaros átírásban: Csenrezig, japán: Kannon) bódhiszattva, aki rendelkezik az összes Buddha együttérzésével. Különféleképpen ábrázolják a különböző kultúrákban férfiként vagy nőként.
Avalókitésvara az egyik legszélesebb körben hódolt bodhiszattva a mahájána buddhizmusban, és nem hivatalosan a théraváda buddhizmusban is.

## Nevének eredete
Avalókitésvara neve a következő darabokból áll össze: ava igei előrag, jelentése „le”; lok, „észre vesz, figyel” ige múlt idejű melléknévi alakja (a lokita itt aktív értelemben szerepel); valamint az ísvara, „úr”, „uralkodó” vagy „mester”. A szandhí (szanszkrit hangkombinációs szabályok) alapján az a+iśvara összetételből jön az esvara. Az egész jelentése ez alapján az „úr, aki lefelé tekint (a világra)”. A  loka (világ) szó nem szerepel a névben, de a mondat utal rá.
Kezdetben úgy vélték, hogy kínai nyelvre tévesen fordították le Avalokitésvara nevét Avalokitaszvara névre, amely megmagyarázza, hogy miért fordította Hszüan-cang úgy, hogy Guānzìzài (kínai: 觀自在), ahelyett, hogy Kuanjin (kínai: 觀音). Azonban a későbbi kutatások kiderítették, hogy az eredeti alak valóban  Avalokitaszvara volt, amelyben az a-szvara („hang, zaj”) jelentése a „hang megértője”, tehát „ő, aki le tekint a hangra” (például, az érző lények sirámaira, akiknek segítségre van szükségük; a-szvara állhat az ahr-szvara összetételből is, amelynek jelentése a „siránkozás hangja”). A kínai Kuanjin fordítás pontos fordítása tehát ez. Későbbi kínai fordítások is ezt erősítik meg, Kumáradzsíva például a Kuansijin (kínai: 觀世音) kifejezést használja, amely azt jelenti, hogy „ő, aki megérti a világ sírását” — itt a lok-ot egyszerre értelmezte úgy, hogy „tekint” és „világ” (szanszkrit: loka; kínai: 世, si).  A végződésbe később helyettesítették be az -isvara szótagot, amely a 7. század előtti szanszkrit alakban még nem volt jelen. Az eredeti Avalokitaszvara szanszkrit nyelvű szövegtöredékekben már az 5. században is létezett.
A név eredeti jelentése illeszkedik a bodhiszattva szerepének buddhista olvasatához. Az isvara végződés már erős hindu hatást mutat, amellyel általában Krisnát (vaisnavizmus) vagy Sivát (saivizmus) jelölték, mint Leghatalmasabb Urat, Teremtőt, a Világ irányítóját. Az istenek ezen tulajdonságai szálltak át a bodhiszattvákra, jóllehet Avalókitésvara üdvözítői a buddhista tanoknak megfelelően elutasították a teremtő isten fogalmát.
Az Avalókitésvarát jelölő tibeti Csenrezig (Csainrészig) a csen (szem), ré (folytonosság) és szig (néz) tagokból áll. Így a teljes jelentése, az „aki mindig néz a lényekre (együtt-érző szemmel)”.
Kínát leszámítva Ázsia többi részén Avalókitésvara az együttérzés bodhiszattvája vagy a Kegyelem Istennője. A koreai buddhizmusban Avalókitésvara elnevezése Kvanum vagy Kvanszeum-poszal. Szanszkrit nyelven Avalókitésvara további elnevezései: Padmapáni (a „Lótusz tartója”) vagy Lokesvara (a „Világ ura”).

## Eredete

### A mahájána irányzatban
A mahájána irányzat szerint Avalókitésvara bódhiszattva esküt tett, hogy nehézségek idején segíti az érző lényeket, és elodázza mindaddig saját buddhává válását, amíg minden más érző lény el nem éri a nirvánát. Az Avalókitésvarával kapcsolatos mahájána szútrák a következőek:
- Szaddharma Pundaríka-szútra (Lótusz szútra)
- Kárandavjúha-szútra
- Pradzsnyápáramitá Hrdaja-szútra (Szív-szútra)
- Mahákaruná Dháraní-szútra (Nílakantha Dháraní)
- Avalókitésvara Ekádasamukha Dháraní-szútra
- Csundí Dháraní szútra

A Lótusz szútra (szanszkrit: Szaddharma Pundaríka-szútra) elfogadottan a legkorábbi szútra Avalókitésvara tanításairól. Ezek a szútra 25. fejezetében találhatóak, a Avalókitésvara univerzális kapuja (kínai: 觀世音菩薩普門品). Ez a fejezet Avalókitásvarát együtt-érző bodhiszattvaként ábrázolja, aki meghallja az érző lények sirámait, és aki fáradhatatlanul segít azoknak, akik segítségül hívják őt. Összesen 33 különböző megtestesülését említi a szöveg, amelyek közül mindegyik egy tudatállapotnak felel meg. A szövegben egymás mellett szerepel próza és vers.
Amikor Fa-hszien (Faxian) kínai szerzetes ellátogatott az indiai Mathura városába i.sz. 400 körül, Avalokitésvarát üdvözítő szerzetesekről számolt be. Három évszázaddal később Hszüan-cang (Xuanzang) indiai látogatása során mindenféle világi embert, szerzetest és királyt látott Avalókitésvara szobra előtt áldozni. Avalókitésvara népszerű maradt Indiában egészen a 12. századig, amikor a muszlimok elfoglalták ezeket a területeket és lerombolták a kolostorokat.
Kínában és Kelet-Ázsiában népszerű Avalókitésvara 18-karú megjelenítése, amelyet Csundínak neveznek. Az ábrázolásmód az indiai ezoterikus buddhizmusból ered. Csundít úgy is nevezik, hogy „Csundí Buddha-Anya” vagy „Csundí Bhagavatí”.
A tientaj iskolában Avalókitésvara hat alakját különböztetik meg. A bodhiszattva mind a hat tulajdonsága a hat létbirodalom megfelelő akadályait hárítja el: pokollakók, éhes szellemek, állatok, emberek, aszúrák (félistenek), és dévák (istenek). A hat tulajdonság:
1. Hatalmas együttérzés
2. Hatalmas szerető-kedvesség
3. Oroszlán-bátorság
4. Egyetemes fény
5. Dévák és emberek vezetője
6. A hatalmas mindenhol jelenlevő Brahman

### A tibeti buddhizmusban

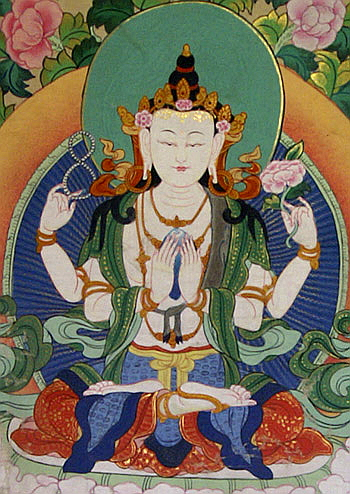
A négykarú tibeti Csenrezig.

A tibeti hagyományokban Avalókitésvara alakját két forrás táplálja. Az egyik szerint egy előző  világkorban (kalpa) egy együtt-érző buddhista szerzetesből vált bodhiszattvává és ebben a világkorban vált Avalókitésvarává. A másik forrás szerint (amely az előzővel nincs ütközésben) Avalókitésvara az együttérzés egyetemes megtestesülése, aki ugyanaz a Brahma, aki meggyőzte Sákjamuni Buddhát megvilágosodása után, hogy maradjon a Földön és tanítson. Ezután a déva birodalomban Buddha egyik legfőbb tanítványa lett.
A tibeti buddhizmusban Avalókitésvara hét alakját különböztetik meg:
1. Amoghapása: nem üres háló vagy lasszó.
2. Szahaszrabhudzsalokesvara : 1000-karú és 1000-szemű,
3. Hajagriva: lófejű
4. Ekadaszamukha: 11-arcú
5. Csundí
6. Csintamani-csakra: a legfőbb erő kereke
7. Árja Avalókitésvara: hatalmas együtt-érző Avalókitésvara;[12][13]

### A théraváda irányzatban

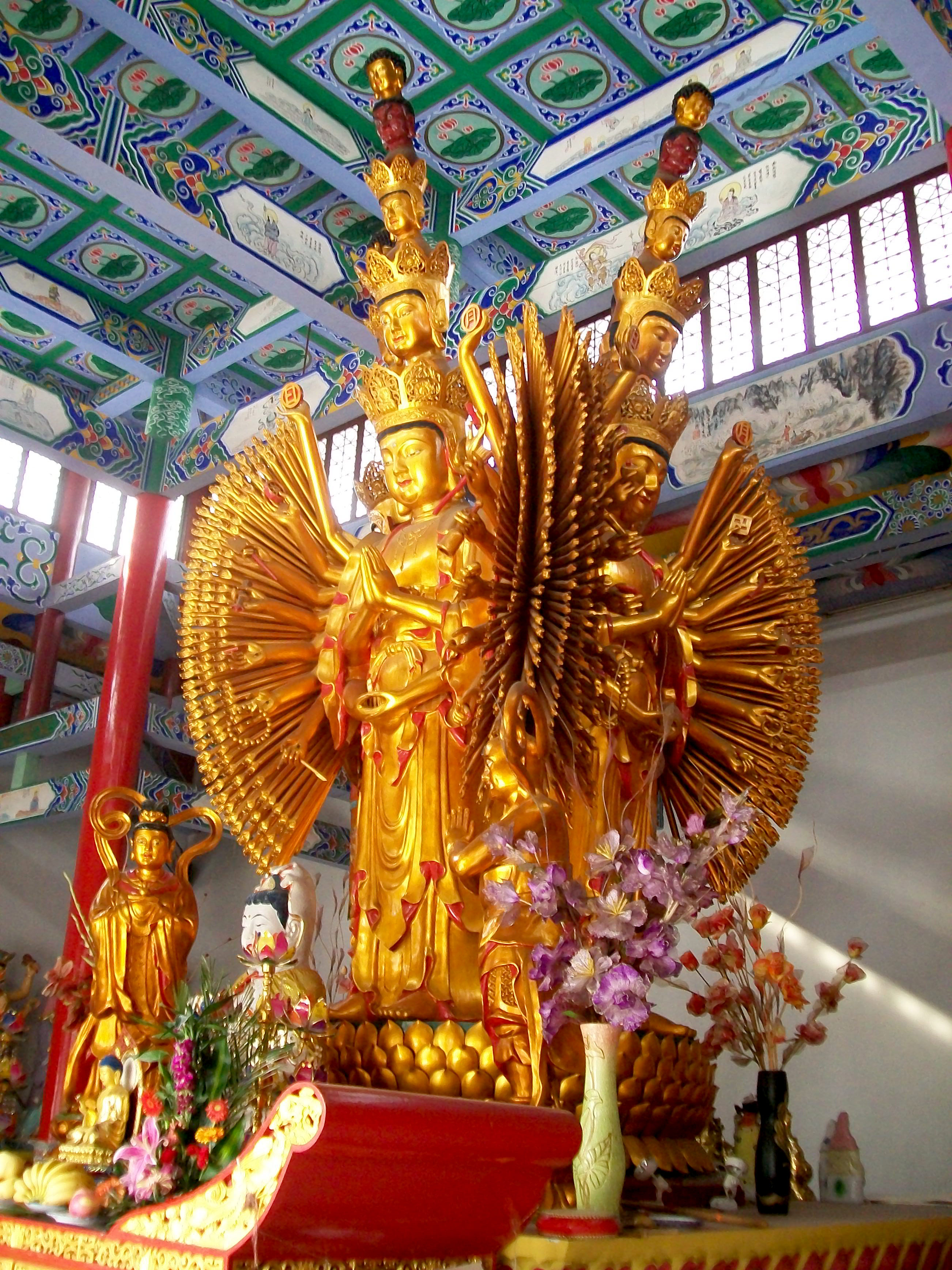
Ezer-karú Avalókitésvara. Anhuj, Kína

Avalókitésvara bodhiszattva üdvözítése Srí Lankán a mai napig élő szokás. Helyi elnevezése Nátha. Egyes nyugati tanulmányokat folytató théraváda megkísérelte Náthát Maitréja bodhiszattvával azonosítani. Azonban a hagyományok és az alapvető ikonográfia alapján, beleértve a korona elején szereplő Amitábha Buddha képét, Náthát Avalókitésvarával azonosítják.

## Ezerkarú Avalókitésvara
Egy buddhista történet szerint Avalókitésvara fogadalmat tett, hogy addig nem fog pihenni, amíg az összes érző lényt meg nem szabadítja a szamszára összes szenvedéseitől. Nagy nehézségekkel nézett szembe, miközben elmélkedés közben tizenegy darabra esett szét a feje. A helyzetet látva Amitábha Buddha tizenegy fejet adott neki, hogy jobban meghallhassa a szenvedők hangját. Így Avalókitésvara valóban jobban képes volt mindenki panaszát meghallani, azonban két karja szerteszét szakadt a nagy igyekezet közben. Ekkor kapott Amitábha Buddhától ezer kart.
A szecsuani Pao'en templomban az ezerkarú bodhiszattva rendkívüli szobra található. Az alkotás példa a Ming-dinasztia korának díszes szobrászatára.

## Testöltései
Avalókitésvara rengeteg formában öltött testet (köztük bölcsesség istenek (vidják) formájában). Ezek közül a legáltalánosabbak:
| Szanszkrit                  | Jelentése                          | Jellemzése                                               |
| --------------------------- | ---------------------------------- | -------------------------------------------------------- |
| Arjavalokitésvara           | Szent Avalokitésvara               | A bodhiszattva gyökér formája                            |
| Ekádasamukha                | tizenegy-arcú Avalokitésvara       | tízzel több arc, hogy mind a 10 létsíkon tanítson        |
| Sahasra-bhuja Sahasra-netra | ezerkarú, ezerszemű Avalokitésvara | Very popular form: sees and helps all                    |
| Csintámani-csakra           | Kívánság-teljesítő Avalokitésvara  | Tartja az ékszeres csintamani kereket                    |
| Hajagríva                   | Lófejű Avalokitésvara              | Haragos alak; egyidőben bodhiszattva és bölcsességkirály |
| Csundí                      | Anya istennő Avalokitésvara        | Sok karral ábrázolják                                    |
| Amoghapása                  | Avalókitésvara kötéllel és hálóval |                                                          |
| Bhrkuti                     | Félelmetes szemekkel               |                                                          |
| Pándaravásziní              | Fehér és tiszta                    |                                                          |
| Parnasabarí                 | Levelekből készült köpennyel       |                                                          |
| Rakta Sadaksarí             | Hat vörös szótag                   |                                                          |
| Svetabhagavatí              | Fehér-testű                        |                                                          |
| Udaka-srí                   | Kedvez a víznek                    |                                                          |

## Galéria

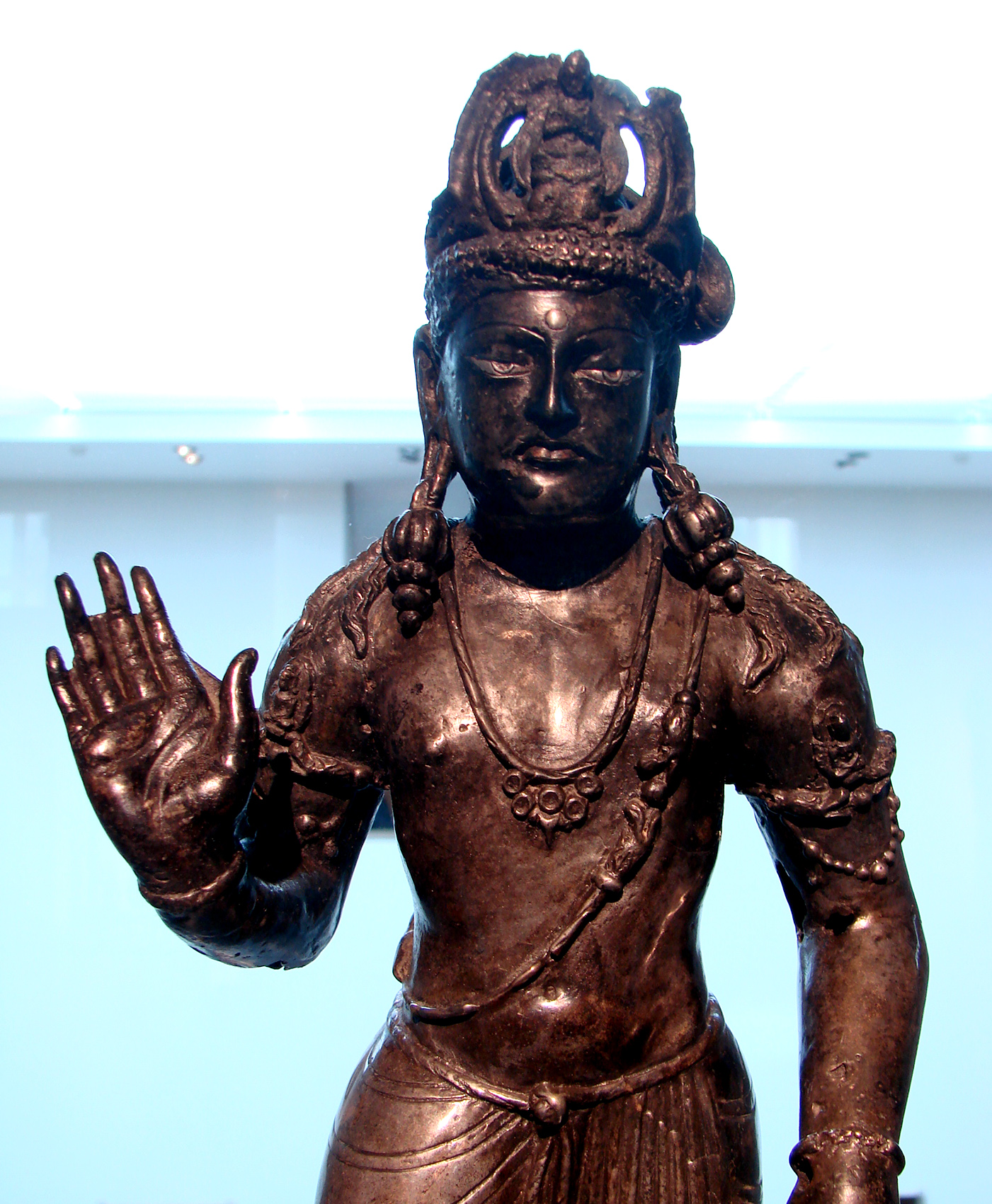
Avalókitésvara gandhárai szobra, abhaja-mudrá, 3. század
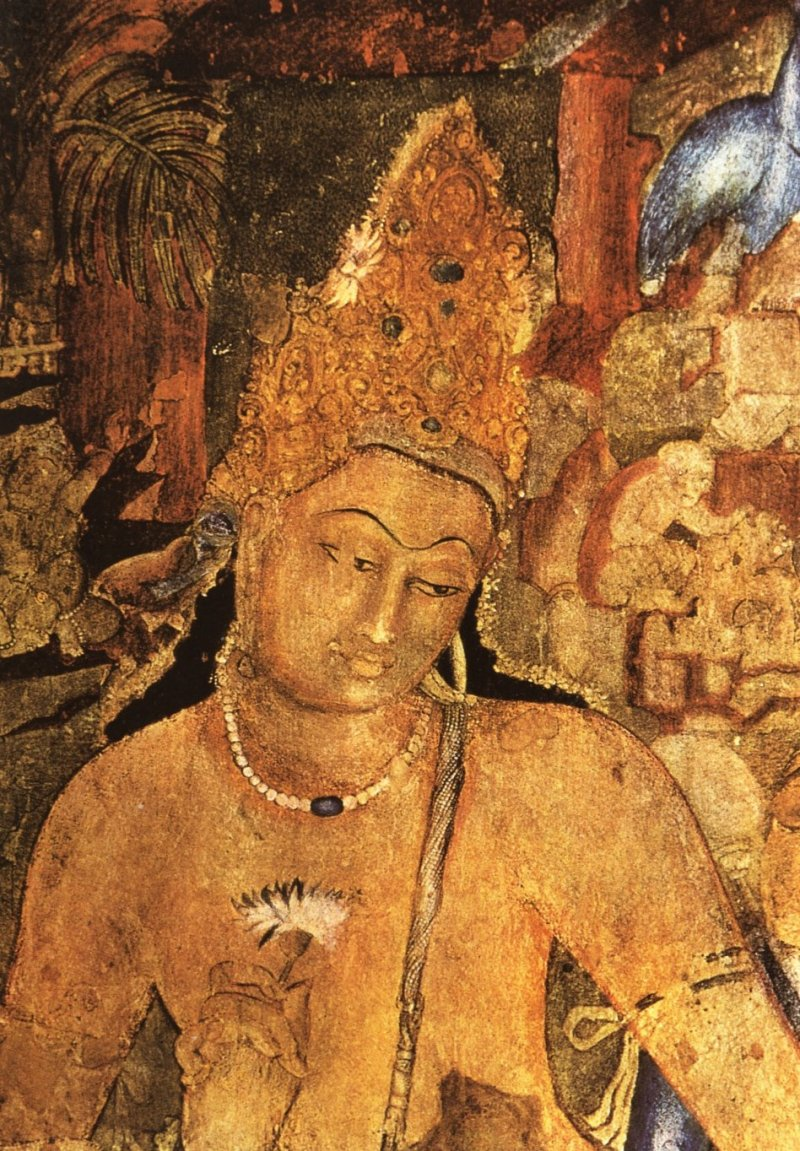
Avalókitésvara egy indiai barlang falán, adzsantai barlangtemplomok, 6. század
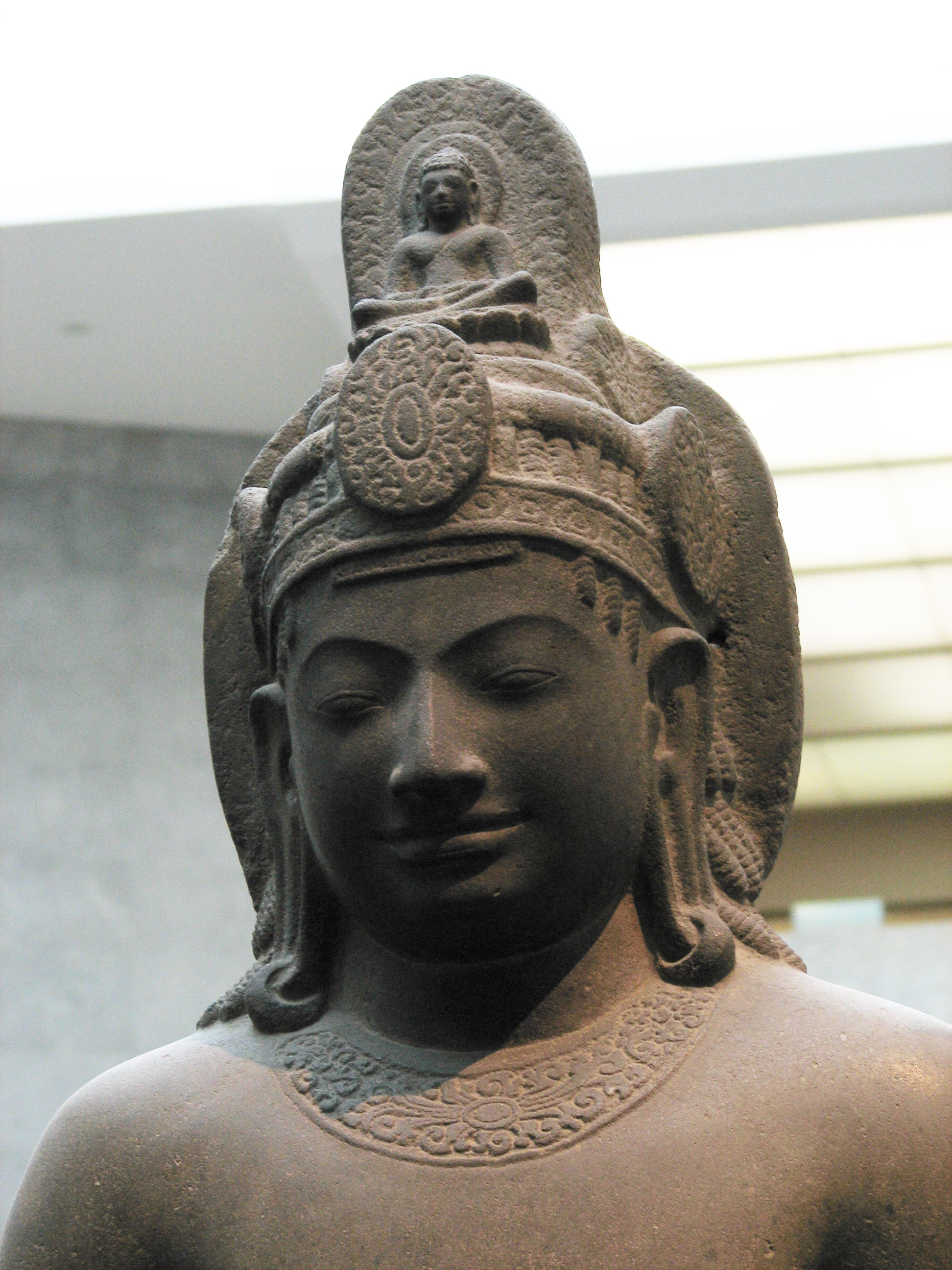
Kambodzsai Avalokitésvara-szobor, homokkő, 7. század
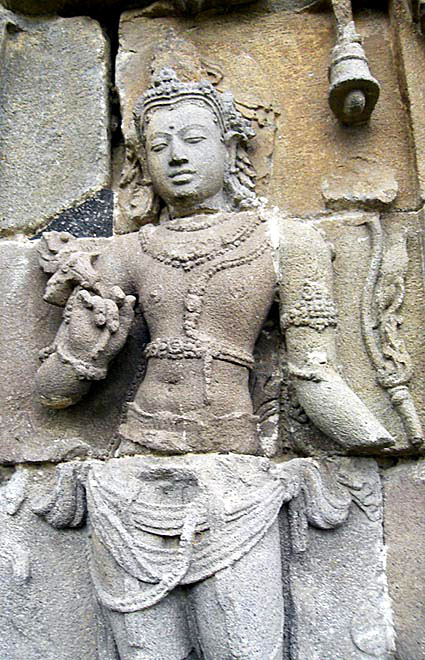
Lótusztartó Padmapani, 8–9. századi, Jáva, Indonézia
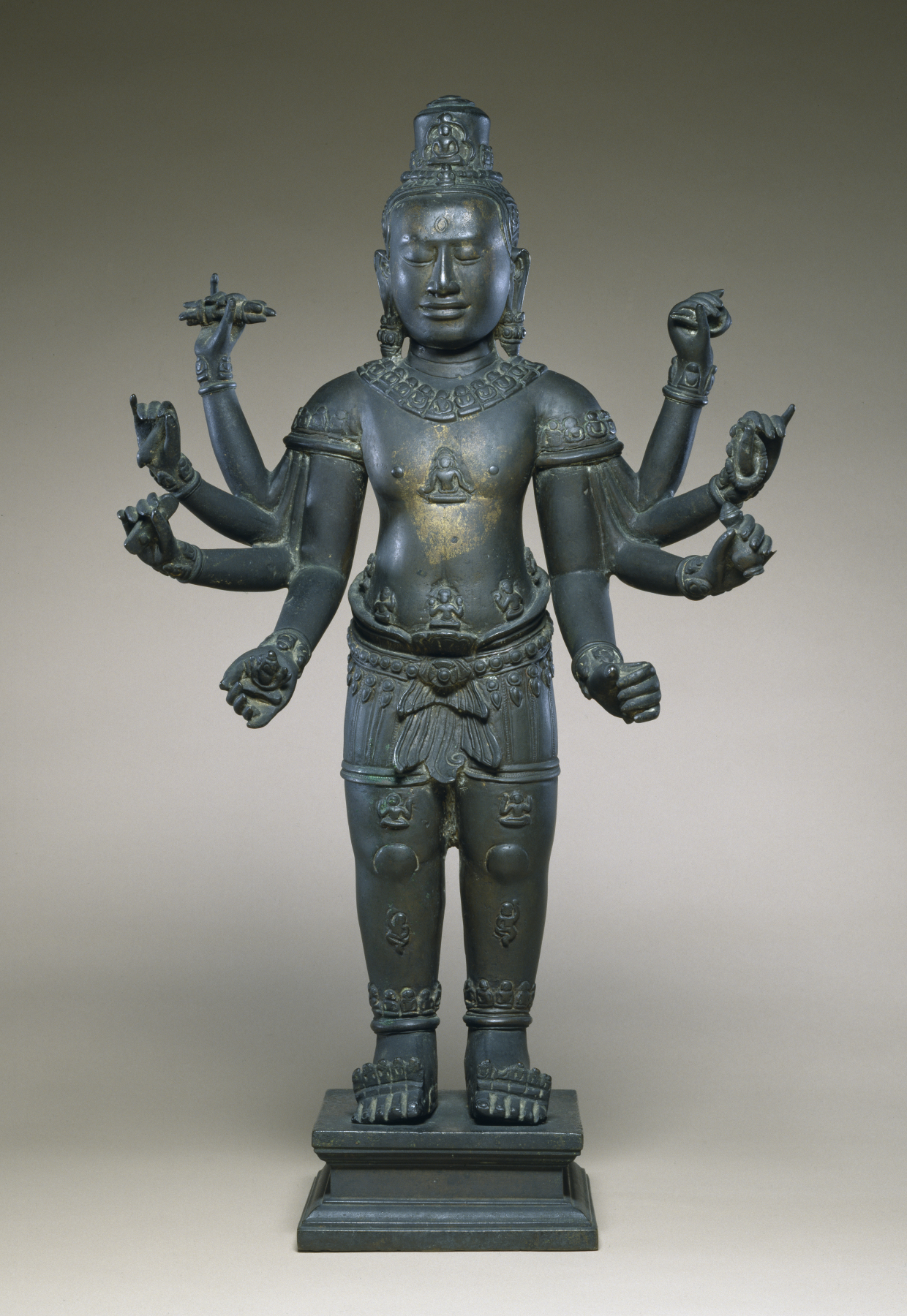
Nyolckarú Avalokitésvara, 12–13. század körül (Bàyon)
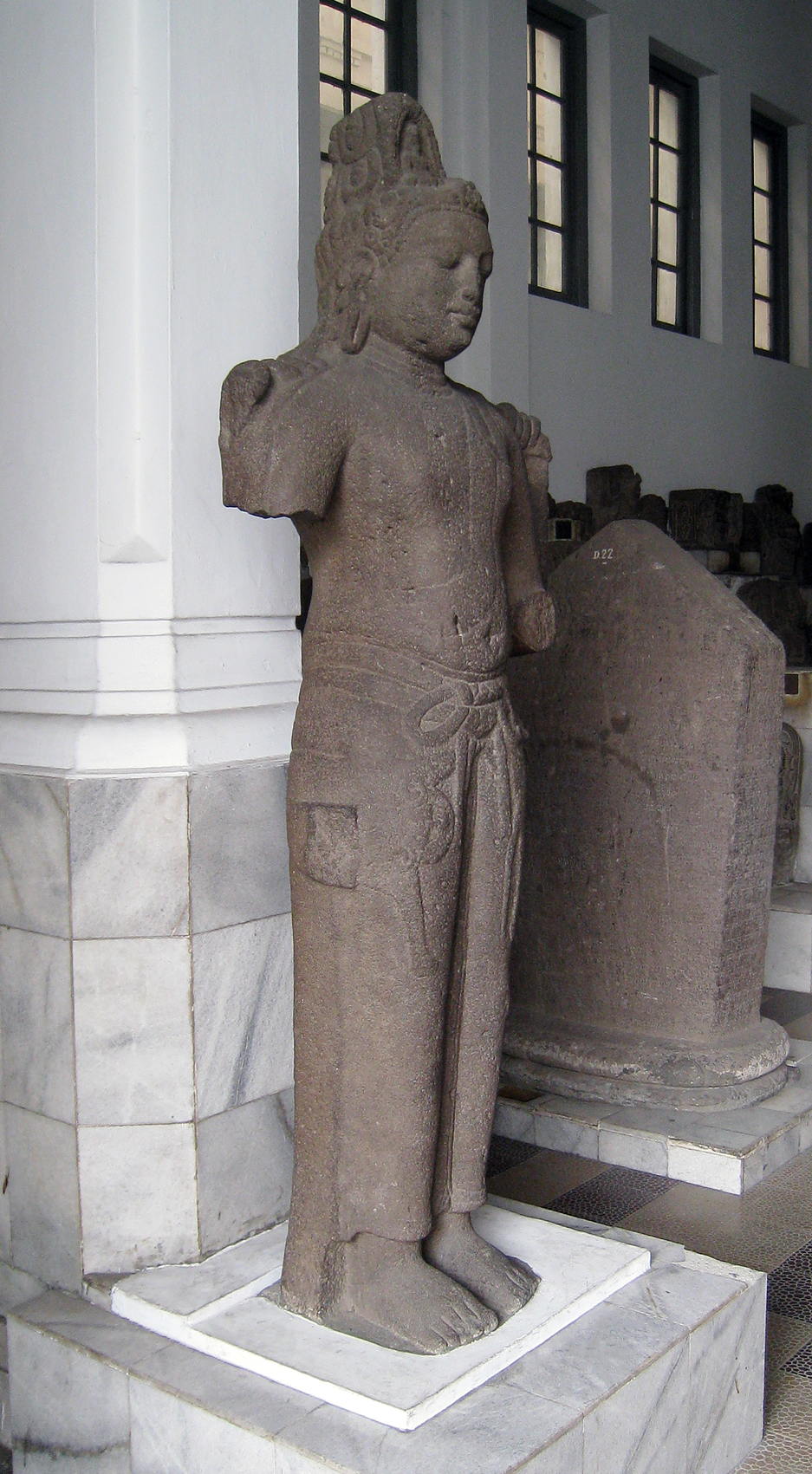
Avalókitésvara Bingin Jungutból, 8–9. század körül, Dél-Szumátra
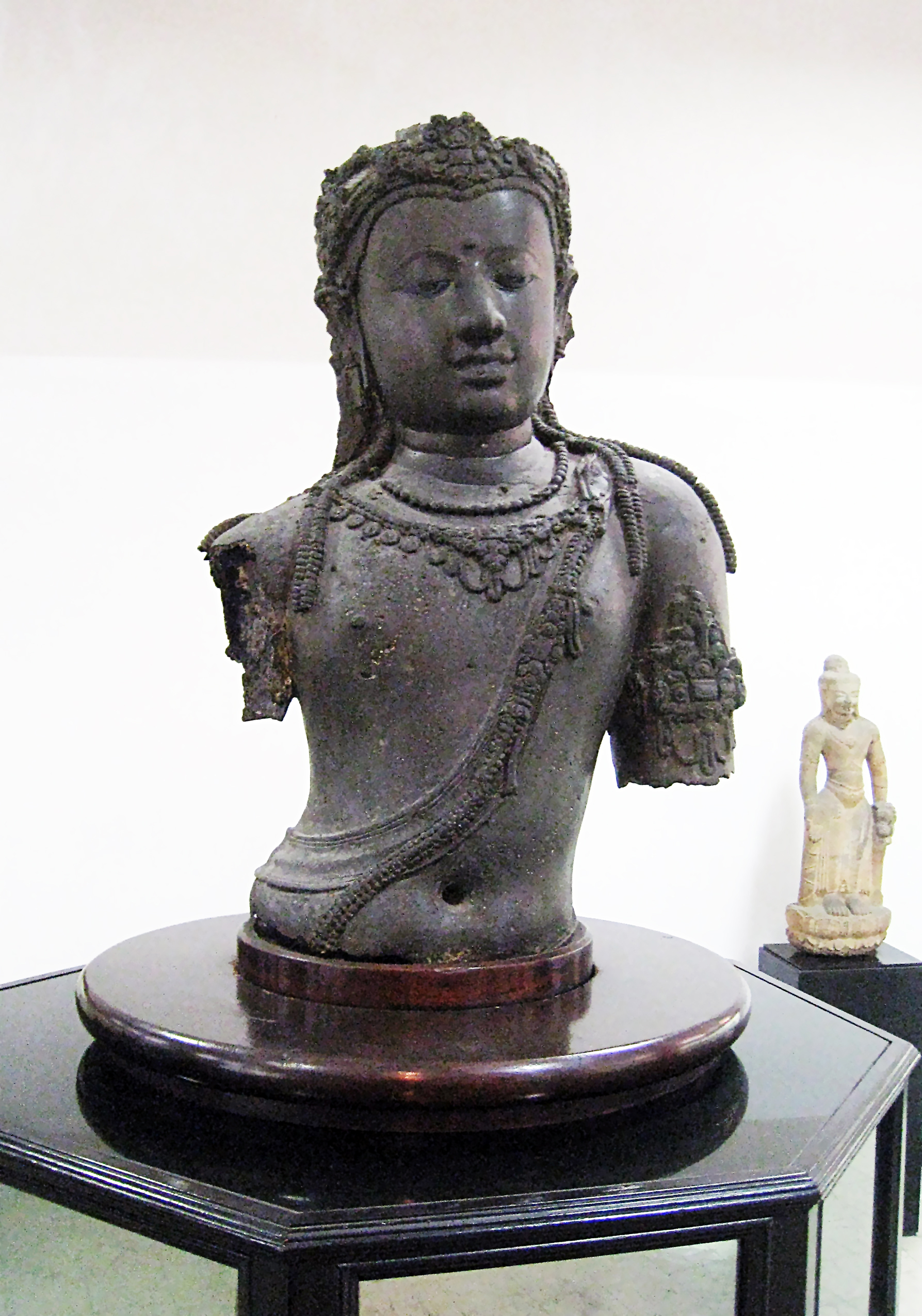
Padmapani bronz mellszobra, 8. század, Dél-Thaiföld
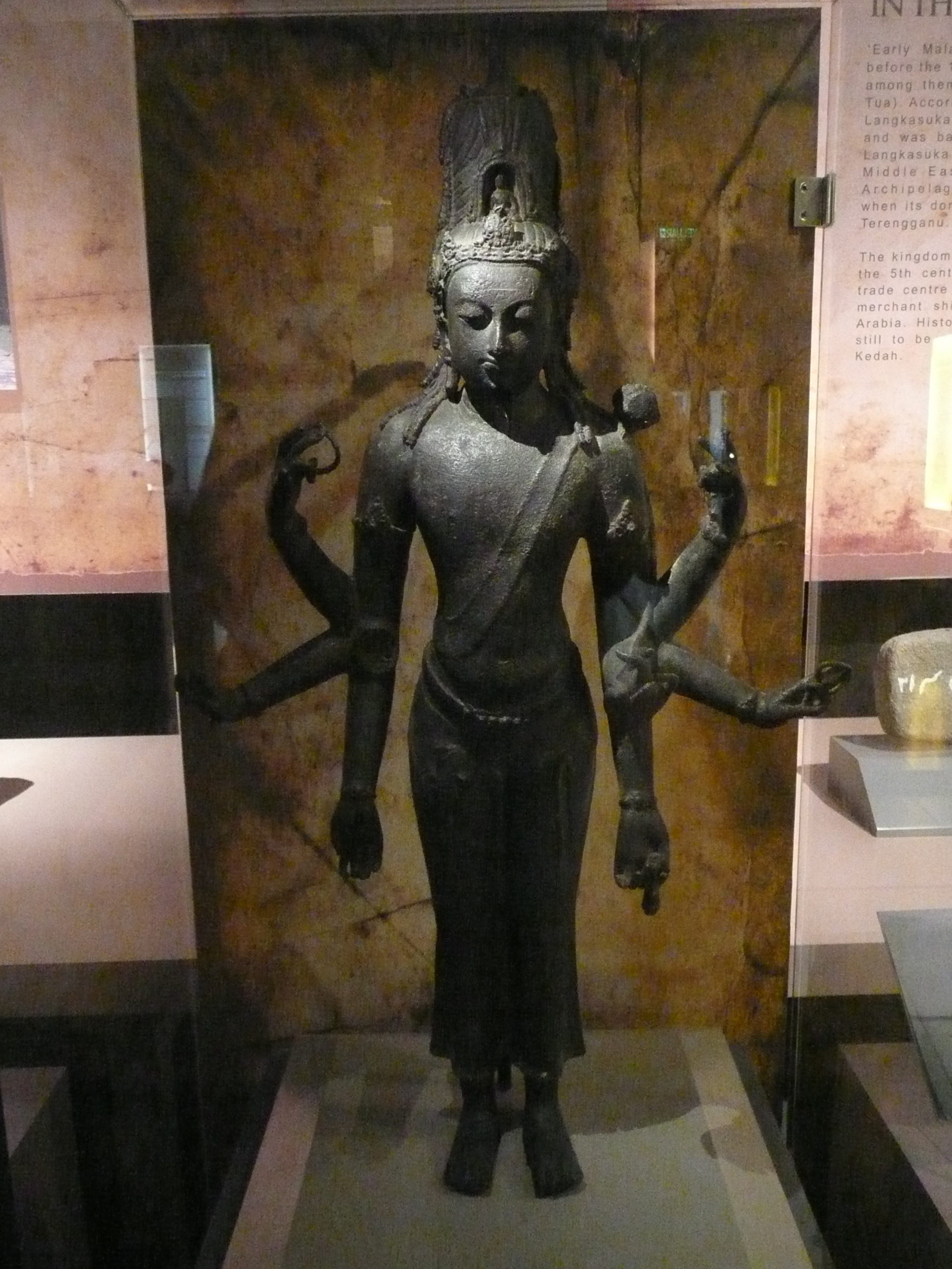
Avalókitésvara szobra Malajziában, Bidor, 8–9. század
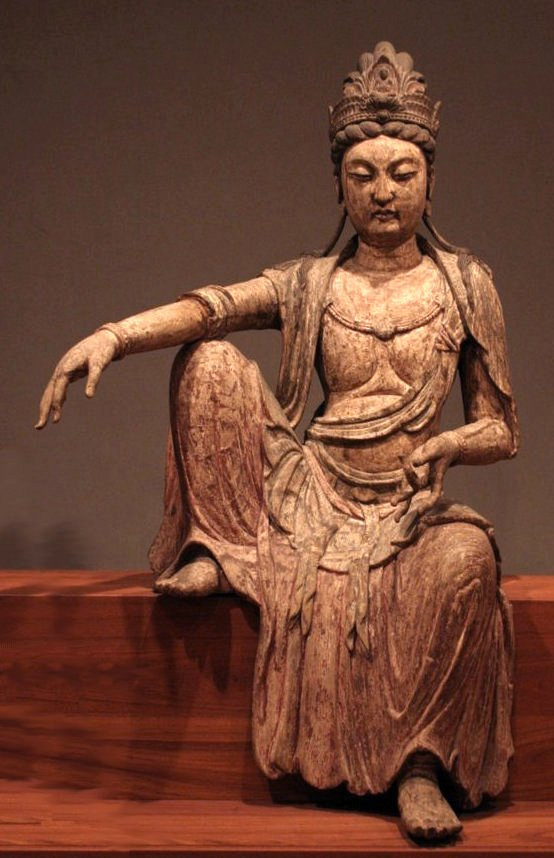
Avalókitésvara szobra Kínában, 1025 körül
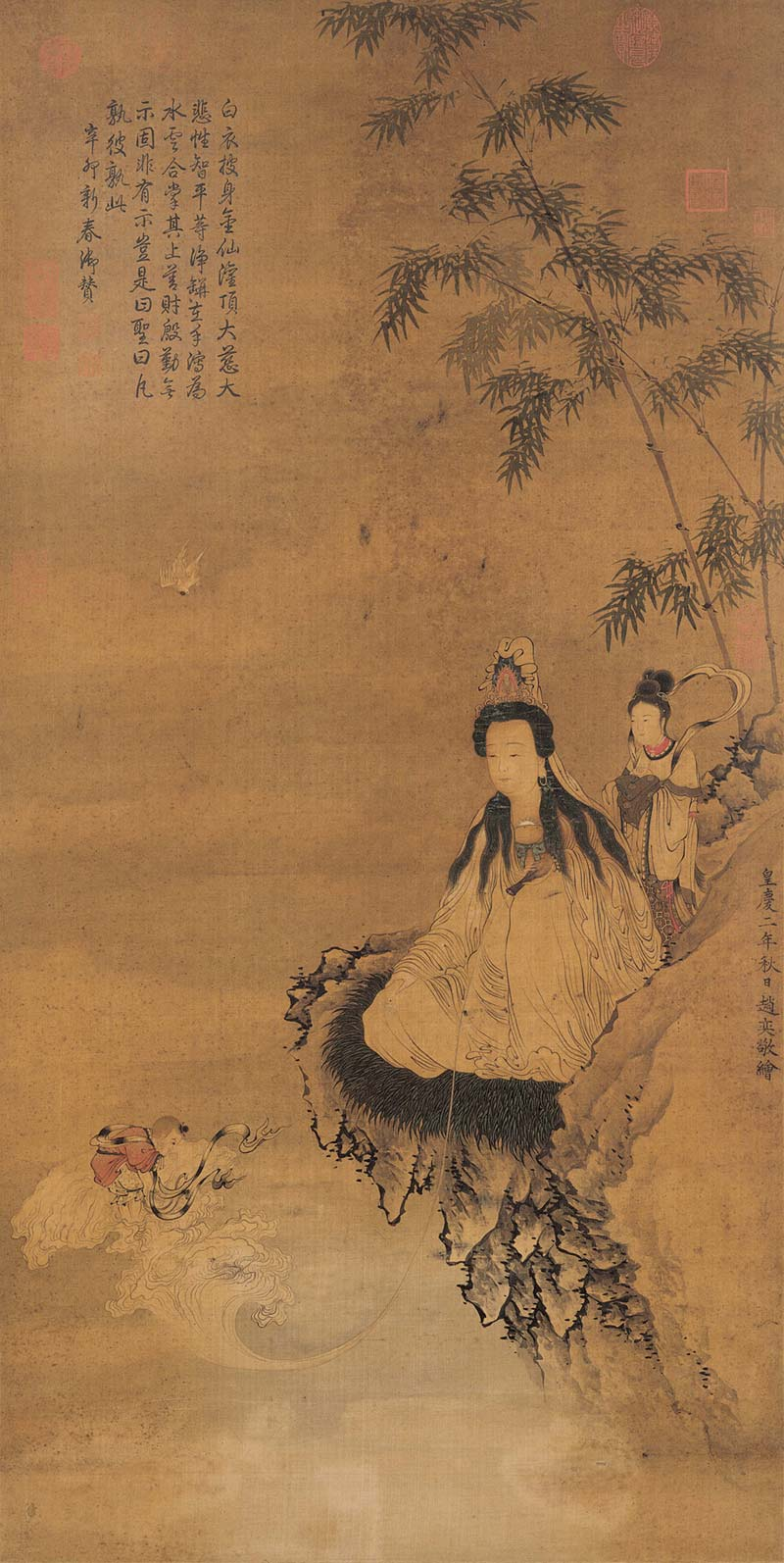
Kínai tekercsen Szudhana, Avalókitésvara és Longnü, Jüan-dinasztia
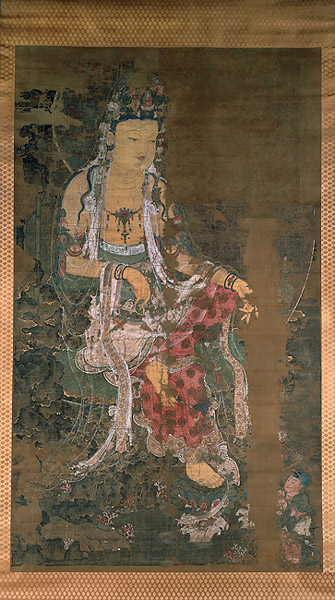
Avalókitésvara koreai festménye. Kagami Dzsindzsja, Japán, 1310 körül
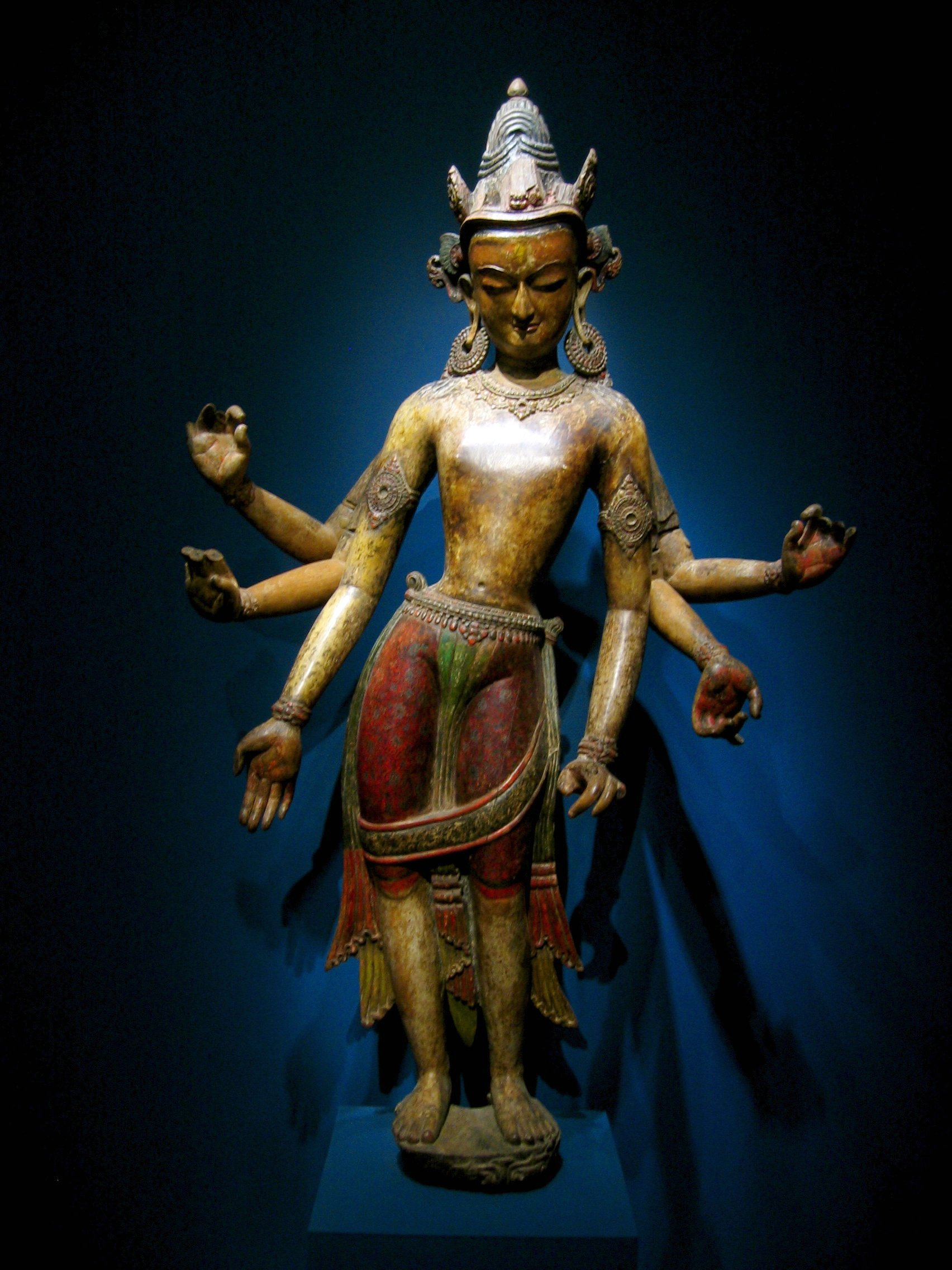
Nepáli Avalokitésvara-szobor hat karral, 14. század
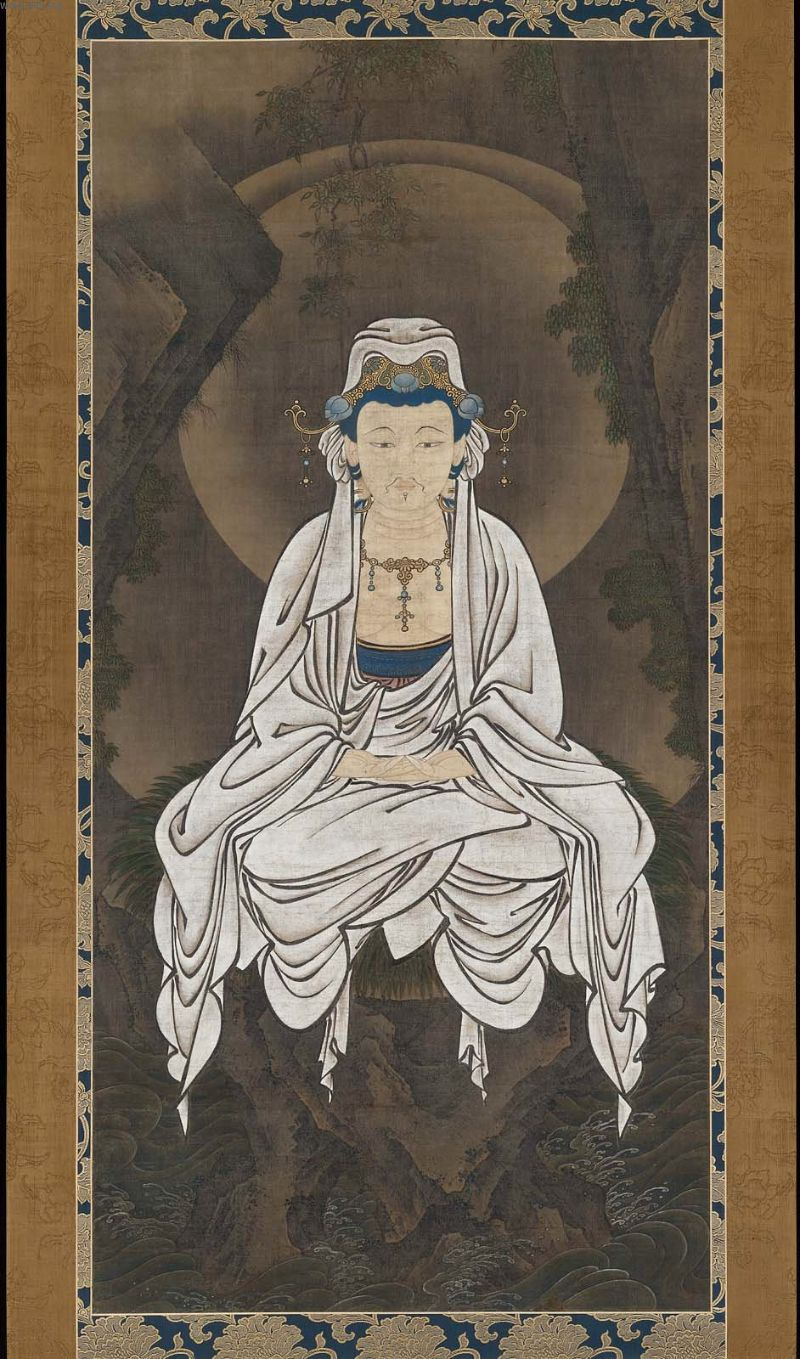
Meditáló Avalókitésvara festménye, 16. század
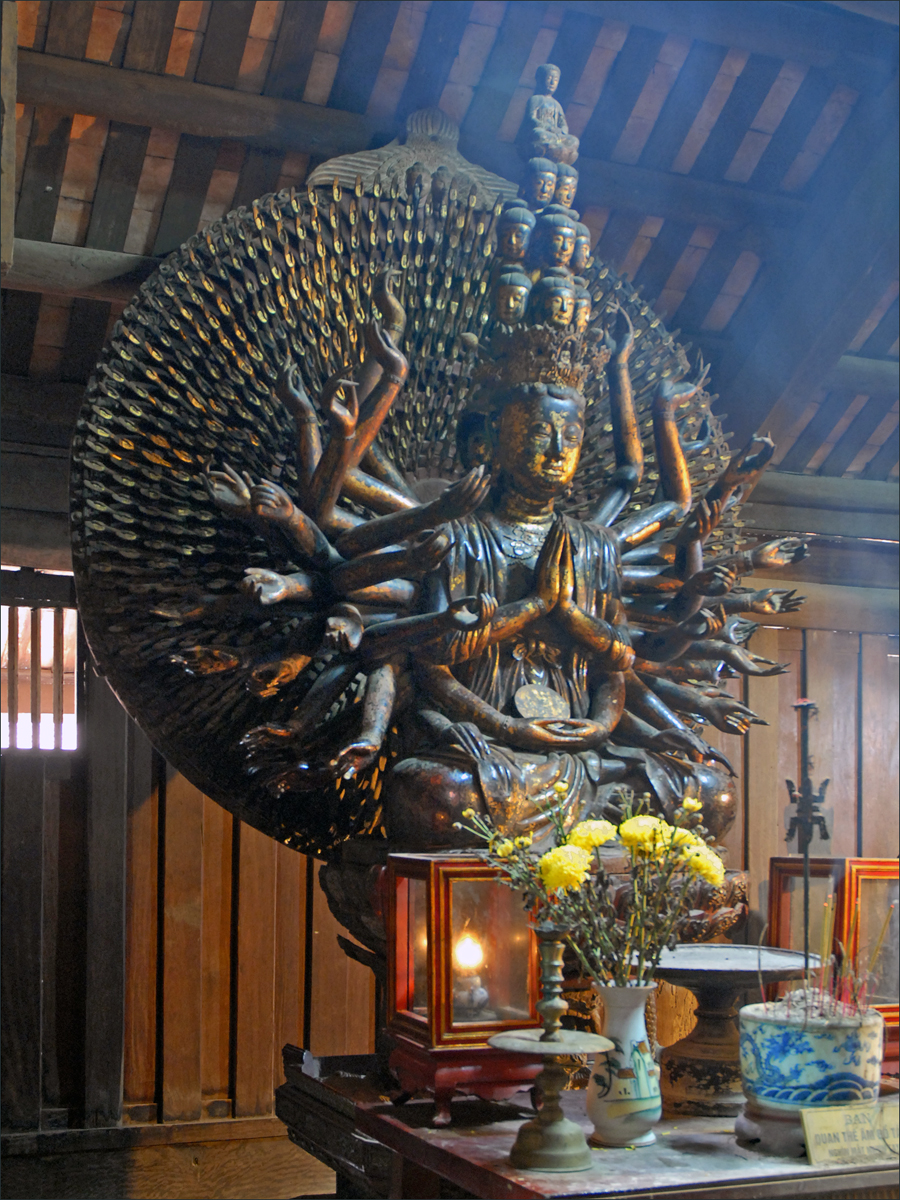
Avalókitésvara bíbor- és aranyfán, restaurálva: 1656-ban, Vietnám
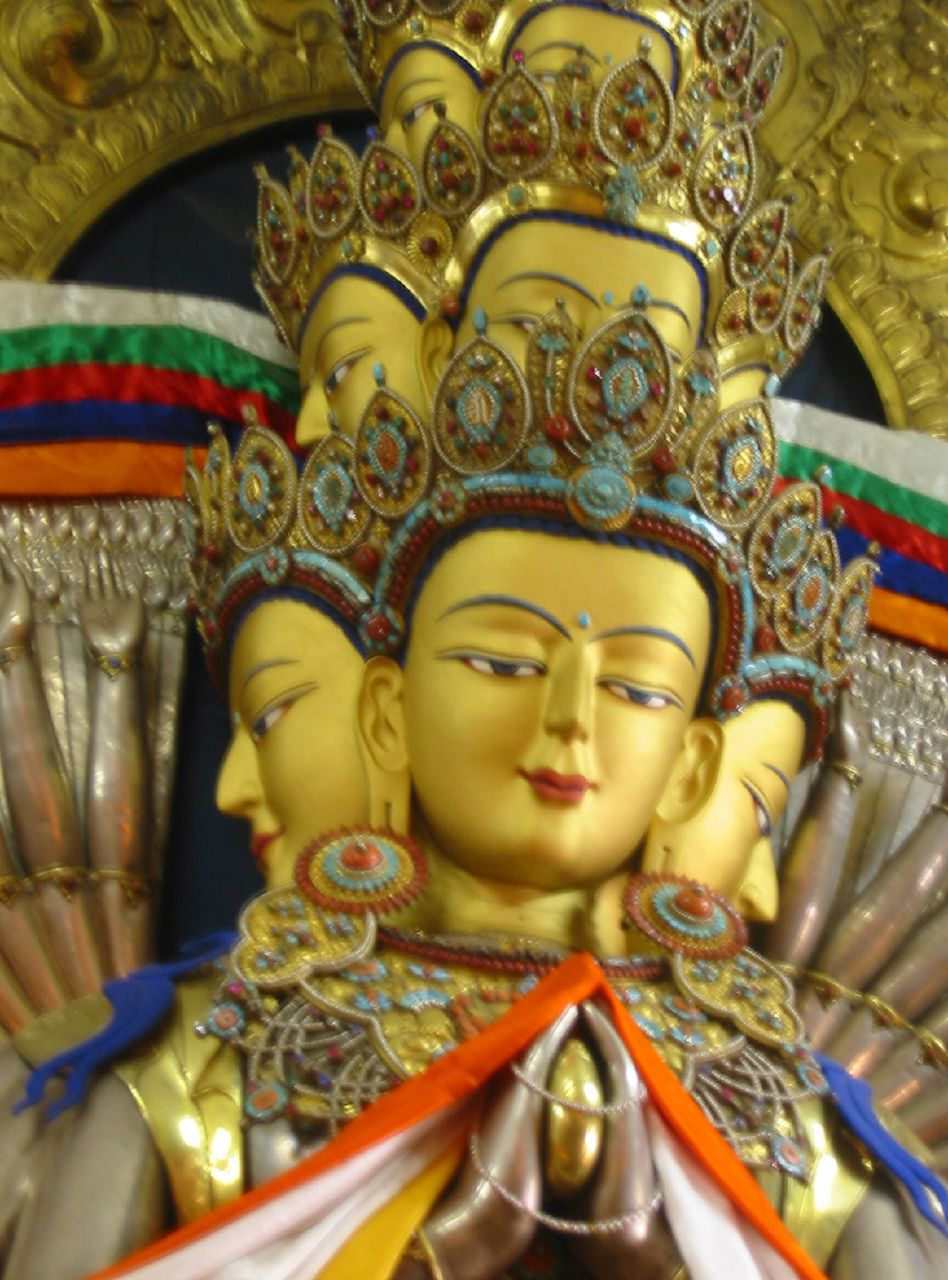
11-arcú Avalókitésvara tibeti ábrázolása